# Ramon Riu i Cabanes
Ramon Riu i Cabanes (ur. 17 czerwca 1852, zm. 27 grudnia 1901) – hiszpański duchowny katolicki, biskup Seo de Urgel i zarazem współksiążę episkopalny Andory od 24 września 1901 do 27 grudnia 1901.